# Apoikia
Een apoikia, Oudgrieks: ἀποικία was een door de oude Grieken gestichte kolonie. Het is afgeleid van ἀπό, weg van, en van οἶκος, huis of gemeenschap. Het was een polis gesticht door ἄποικοι, apoikoi, vaak onder leiding van een οἰκιστής, oikistês.

## Oorzaken en doel
Behalve om de handel in gebieden over zee veilig te stellen verhuisde de bevolking ook naar deze koloniën. De oorzaak hiervan was dat de poleis in Griekenland meestal maar een beperkt vruchtbaar landbouwareaal ter beschikking hadden. Dit kwam door het bergachtige en onvruchtbare achterland, dat ook al gauw onder ontbossing en overbegrazing had te lijden, met erosie als gevolg, zodat er alleen een tamelijk smalle kuststrook was, voldoende vruchtbaar voor de landbouw. Als dit gebied te klein werd om de bevolking te voeden en handel ook niet voldoende was om de voedselbehoefte te dekken, dan werd een deel van de bevolking weggezonden om hongersnood te voorkomen en ergens anders een nieuw bestaan op te bouwen.
Meestal gebeurde dit door vrijwilligers of werd er geloot. Het gebeurde ook dat er mensen na een politiek meningsverschil, waarbij de emoties hoog opliepen, ontevreden waren en weggingen om een apoikia te stichten. Hiermee werd dan een burgeroorlog vermeden. Vaak raadpleegde men eerst het orakel van Delphi om te weten of de god hen wel gunstig gezind was.
De eerste apoikiai werden in Anatolië, of Klein-Azië, gesticht en zouden een proefkamer worden voor de ontwikkeling van de polis, hoewel hun belang nog niet mag worden overdreven. Daarnaast stichtten de Grieken apoikiai aan de kust rond de Zwarte Zee, Thracië, Magna Graecia aan de Middellandse Zee: Sicilië en het zuiden van Italië en Frankrijk, Syrië tot en met Spanje en Egypte plaatsen waar hadden. De Grieken brachten de kunst van het wijn maken naar Italië.
Deze apoikiai zouden altijd een band behouden met de μητρόπολις, metropolis, daar de meeste apoikoi daar nog familie hadden. Toch werd de apoikiadoor de andere poleis als een volwaardige polis gezien. Sommige metropoleis, zoals Korinthe, hadden de neiging door hun economische overwicht en hun gemeenschappelijke economische en religieuze instellingen de banden met haar apoikiai aan te halen.
De stichter van de apoikia, de oikistês, werd na zijn dood vaak als heros vereerd.

## Geld
De munten van  de apoikiai van Phocaea, Massalia, later Marseille,
en Elea leken op die van hun metropolis:
|  |  |  |